# آنتونیوس و کلئوپاترا (فیلم ۱۹۱۳)
آنتونیوس و کلئوپاترا (انگلیسی: Antony and Cleopatra) فیلمی ایتالیایی در سبک تاریخی است که در سال ۱۹۱۳ منتشر شد.